# 이원길 개국원종공신녹권
이원길개국원종공신녹권(李原吉開國原從功臣錄券)은 조선 태조 4년(1395년) 이원길에게 수여된 공신녹권이다.
1989년 8월 1일 대한민국의 국보 제250호 개국원종공신녹권(開國原從功臣錄券)으로 지정되었다가, 2010년 8월 25일 현재의 명칭으로 변경되었다.

## 이원길과 원종공신
이원길은 전좌우위보승별장(前左右衛保勝別將)으로 당시 품계가 높지 않았으나 공신으로서 부모처봉작(父母妻封爵), 자손음직(子孫蔭職), 유급후세(宥及後世), 입비기공(立碑紀功)의 혜택을 받았다.
원종공신(原從功臣)이란 태조가 등극할 때 반대당의 제거나 즉위식을 도왔거나 왕위에 오르기 전에 오랜 기간 동안 죽음을 무릅쓰고 협력을 한 사람들로, 즉위한 해 10월부터 4년 2월까지 13회에 걸쳐 원종공신으로 포상을 받았다. 수 차례에 걸쳐 포상 하교된 원종공신의 인원은 문헌상으로 1,698명이며 개국공신 58명을 합하면 1,750명이 된다. 이는 신왕조의 창업유공자들을 포함하여 정권 안정을 도모하기 위한 전 왕조의 관료계층을 회유 포섭하려는 의미를 지닌 것으로 파악되고 있다.

## 특징
이 자료의 크기는 폭 30.4cm, 길이 372cm이며, 한 행에 9∼12자까지 수록하여 전체 243행을 이루고 있다. 판종은 목활자에 목판이 일부 포함되어 있다. 문서 끝 부분에 공신도감 임원, 직명이 기록된 23행만 목판으로 되어 있으며, 나머지는 목활자로 인출한 권자본이다. 전체에 걸쳐 '禮曹之印(예조지인)'이 22곳에 날인되어 있고, 권말의 임원의 서명부분에는 전체 18명 중 14명의 수결이 직함과 성명 다음에 기록되어 있다.
이 녹권은 기존에 알려진 김천리녹권(金天理錄券)·김회련록권(金懷鍊錄券)과 내용상 거의 같고 특히 김천리의 록권과 많이 일치하며, 김회련의 녹권은 개자(改字)가 많고 글씨체도 단정하지 못하며 보충자도 많은 까닭에 약간의 차이를 보이고 있다. 이 세 녹권은 이원길·김천리·김회련과 같은 순서로 일치하며 녹권에 따른 은전이 없다. 다른 녹권들과 달리 이들 녹권에 토지를 사급하지 않은 것은 태조 4년(1395) 5월에 대간의 상언(上言)에서 국가의 군량을 확보하기 위하여 원종공신에게 토지 지급을 중지할 것을 건의한 것이 받아들여진 것으로 이 녹권들은 대부분 9월에 발급되었다.
이들 녹권 자료는 조선 전기 개국공신에 대한 대우와 국가성립에 영향을 미친 인물에 대한 연구, 공신록의 양식, 조선 초기 목활자 자료들에 대한 분석, 이두문의 사용과 문체 등의 연구에 중요한 자료로서의 가치를 지니고 있다.